# Shenyang J-15
Shenyang J-15 (tiếng Trung: 歼-15), còn gọi là Cá mập bay (tiếng Trung: 飞鲨, Bính âm: Fēishā; NATO định danh Flanker-X2), là một loại máy bay tiêm kích đa năng thế hệ thứ tư hoạt động trên tàu sân bay được phát triển bởi Shenyang Aircraft Corporation (SAC) và Shenyang Aircraft Design Institute, trang bị dành riêng cho Không quân Hải quân Quân Giải phóng Nhân dân Trung Quốc (PLANAF) để hoạt động trên các tàu sân bay của Hải quân Quân Giải phóng Nhân dân Trung Quốc (PLAN).
Nguyên mẫu Su-33 chưa hoàn thiện có tên là T-10K-3 được SAC mua lại từ Ukraina vào năm 2001, và họ được cho là đã nghiên cứu rộng rãi cùng kỹ nghệ đảo ngược, với sự phát triển bắt đầu bằng mẫu J-15 ngay sau đó. Mặc dù J-15 dường như có cấu trúc dựa trên nguyên mẫu của Su-33, nhưng máy bay chiến đấu này có các công nghệ nội địa của Trung Quốc cũng như hệ thống điện tử hàng không từ chương trình Shenyang J-11B. Tháng 2 năm 2018, các cuộc thảo luận về việc thay thế mẫu máy bay này đã xuất hiện trên một số phương tiện truyền thông Trung Quốc bao gồm Tân Hoa Xã và tờ báo quân sự chính của Trung Quốc, thảo luận rằng nó thuộc về máy bay chiến đấu thế hệ thứ 4 hoặc 4,5. Do đó, J-15 được coi là máy bay chiến đấu tạm thời hoạt động trên tàu sân bay cho đến khi thế hệ thứ năm kế nhiệm đi vào hoạt động - một mẫu có thể dựa trên Chengdu J-20 hoặc Shenyang FC-31.

## Phát triển
Trung Quốc đã nhiều lần tìm cách mua Su-33 từ Nga - một đề nghị không thành công đã được đưa ra cuối tháng 3 năm 2009 - nhưng trước đó các cuộc đàm phán đã sụp đổ vào năm 2006 sau khi Trung Quốc bị phát hiện đang phát triển một phiên bản sửa đổi của Sukhoi Su-27SK, được định danh là Shenyang J-11B, điều này đã vi phạm các thỏa thuận về sở hữu trí tuệ. Tuy nhiên, theo các nguồn tin Trung Quốc, lý do khiến họ rút khỏi các cuộc đàm phán là do Nga muốn các khoản thanh toán lớn để mở lại dây chuyền sản xuất Su-33 và nhất quyết yêu cầu Trung Quốc mua ít nhất 50 chiếc Su-33, điều mà Trung Quốc rất miễn cưỡng vì họ tin máy bay sẽ trở nên lỗi thời trong một vài năm. Do đó, Trung Quốc đã quyết định chọn một biến thể nội địa thay vì tiếp tục lắp ráp J-11 (phiên bản Su-27 được cấp phép sản xuất ở Trung Quốc).
Chương trình J-15 chính thức bắt đầu năm 2006 với mật danh là Cá mập bay. Mục tiêu của chương trình là phát triển một mẫu máy bay chiến đấu mới từ Shenyang J-11 nhưng mang tính năng của hải quân, với các công nghệ được thiết kế ngược từ T-10K-3, một nguyên mẫu Su-33 mua lại từ Ukraina. Nguyên mẫu J-15 thực hiện chuyến bay đầu tiên vào ngày 31 tháng 8 năm 2009, được cho là trang bị động cơ phản lực Saturn AL-31 do Nga cung cấp. Video và hình ảnh tĩnh của chuyến bay được công bố vào tháng 7 năm 2010, cho thấy thiết kế khung máy bay cơ bản giống Su-33.
Ngày 6 tháng 5 năm 2010, J-15 thực hiện lần cất cánh đầu tiên theo kiểu nhảy cầu mô phỏng trên mặt đất. Đến ngày 25 tháng 11 năm 2012, máy bay lần đầu tiên thực hiện thành công cất cánh và hạ cánh trên tàu sân bay Liêu Ninh.
Biến thể hai chỗ ngồi J-15S thực hiện chuyến bay đầu tiên vào ngày 4 tháng 11 năm 2012. Biến thể tác chiến điện tử hai chỗ ngồi, tương tự như EA-18G Growler của Hải quân Hoa Kỳ, được gọi là J-15D, đã thực hiện chuyến bay đầu tiên vào năm 2018.
Năm 2016, nguyên mẫu J-15T với khả năng CATOBAR bắt đầu chuyến bay thử nghiệm tại các cơ sở phóng trên bộ của Hải quân Trung Quốc. Tháng 11 năm 2020, báo cáo của Jane's Defence Weekly cho rằng SAC đã sản xuất nguyên mẫu thứ hai của máy bay chiến đấu J-15T.
Năm 2021, các nhà phân tích quân sự báo cáo rằng Trung Quốc đã nghiên cứu một biến thể nâng cấp có tên là J-15B, với hệ thống điện tử hàng không, động cơ và khả năng phóng CATOBAR mới. Biến thể nâng cấp này có thể phóng tên lửa PL-10 và PL-15.
Vào tháng 11 năm 2022, một chiếc J-15 được trang bị động cơ Shenyang WS-10, có thể là WS-10B, xuất hiện trên truyền thông Trung Quốc. Nó là máy bay chiến đấu nội địa cuối cùng của Trung Quốc thay thế động cơ AL-31; điều này có thể là do quá trình hải quân hóa. Theo các nhà quan sát Trung Quốc, so với AL-31, WS-10 có độ an toàn, độ tin cậy và tuổi thọ cao hơn, những khía cạnh được phóng đại bởi những hạn chế của tàu sân bay.

## Thiết kế

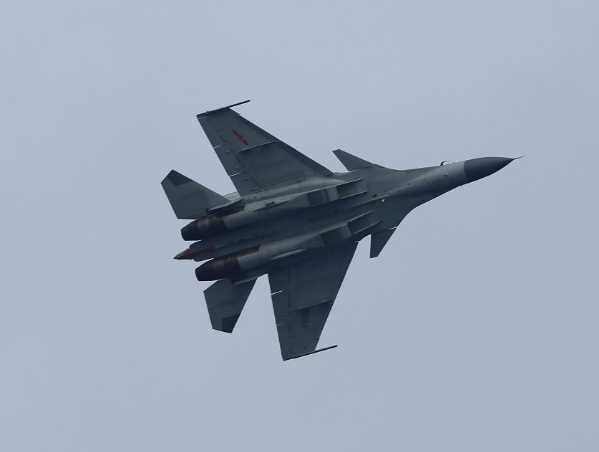
Bụng của một chiếc J-15

Khung thân của J-15 được gia cố về mặt cấu trúc để hạ cánh và phóng từ tàu sân bay, với việc bổ sung móc đuôi và bánh đáp được tăng cường. Chiếc máy bay này kết hợp một lượng vật liệu composite cao hơn so với Sukhoi Su-33 để giảm trọng lượng, cải thiện tính năng khí động lực học, cho phép tốc độ hạ cánh chậm hơn so với Su-33.
Một bài viết trên tờ China SignPost tin rằng J-15 "có khả năng vượt trội hoặc phù hợp với khả năng khí động lực học của hầu như bất kỳ máy bay chiến đấu nào hiện đang được các lực lượng quân đội trong khu vực vận hành, ngoại trừ F-22 Raptor của Mỹ", J-15 sở hữu tỷ lệ lực đẩy/trọng lượng lớn hơn 10% và tải trọng trên cánh thấp hơn 25% so với F/A-18E/F Super Hornet. Tuy nhiên, một trong những tác giả của cùng bài báo đó đã mô tả J-15 trong một bài báo khác là không có yếu tố thay đổi cuộc chơi; sự phụ thuộc vào các vụ phóng kiểu nhảy cầu trên sàn tàu sân bay và thiếu khả năng tiếp nhiên liệu trên không được cho là sẽ làm giảm đáng kể phạm vi chiến đấu hiệu quả của nó. Vào năm 2014, có thông tin tiết lộ J-15 có khả năng tiếp nhiên liệu trên không, sử dụng khoang tiếp nhiên liệu UPAZ-1, có thể được mang theo bởi một chiếc J-15 khác. Hu Siyuan đến từ Đại học Quốc phòng Trung Quốc cho biết "điểm yếu hiện tại của J-15 là động cơ AL-31 do Nga sản xuất, động cơ này yếu hơn so với máy bay chiến đấu F-35 của Mỹ".
Nhà thiết kế chính của J-15 là Sun Cong thuộc Ủy ban Quốc gia Hội nghị Hiệp thương Chính trị Nhân dân Trung Quốc nói J-15 có thể sánh ngang với F/A-18 về tải trọng mang bom, bán kính chiến đấu và tính cơ động. Tuy nhiên, trong một tuyên bố tương tự, ông cho biết cần phải làm nhiều việc hơn trên hệ thống điện tử và hệ thống chiến đấu của nó. Chuẩn đô đốc Yin Zhuo tuyên bố khả năng không chiến của máy bay này tốt hơn so với F/A-18E/F Super Hornet. Nhưng ông cho rằng khả năng tấn công các mục tiêu trên bộ và trên biển của nó kém hơn một chút so với F/A-18E/F; họ cũng tuyên bố thiết bị điện tử của nó đáp ứng các tiêu chuẩn của máy bay chiến đấu thế hệ thứ năm.
J-15 có khả năng hoạt động trên tàu sân bay Liêu Ninh và tàu sân bay Sơn Đông. Các tàu sân bay này có hai vị trí phóng. Vị trí bên hông có chiều dài đường băng là 195 m, hai vị trí phía trước có chiều dài đường băng là 105 m. Trọng lượng cất cánh của J-15 phụ thuộc vào vị trí phóng và tốc độ của tàu sân bay. Đối với tốc độ tàu 28 hải lý/giờ, trọng lượng cất cánh tối đa của J-15 là 33 tấn (với 9 tấn nhiên liệu bên trong và 6,5 tấn tải trọng bên ngoài) khi cất cánh ở vị trí bên hông. Khi cất cánh ở vị trí phía trước thì trọng lượng tối đa là 28 tấn (9 tấn nhiên liệu bên trong và 1,5 tấn tải trọng bên ngoài). Tuy nhiên, khi tàu sân bay di chuyển với tốc độ 20 hải lý/giờ, trọng lượng cất cánh tối đa ở vị trí bên hông giảm xuống còn 31 tấn. Với sự ra đời của tàu sân bay Phúc Kiến và biến thể J-15B, trọng lượng tối đa sẽ duy trì ở mức 33 tấn ở mọi vị trí cất cánh và tốc độ tàu.

## Lịch sử hoạt động

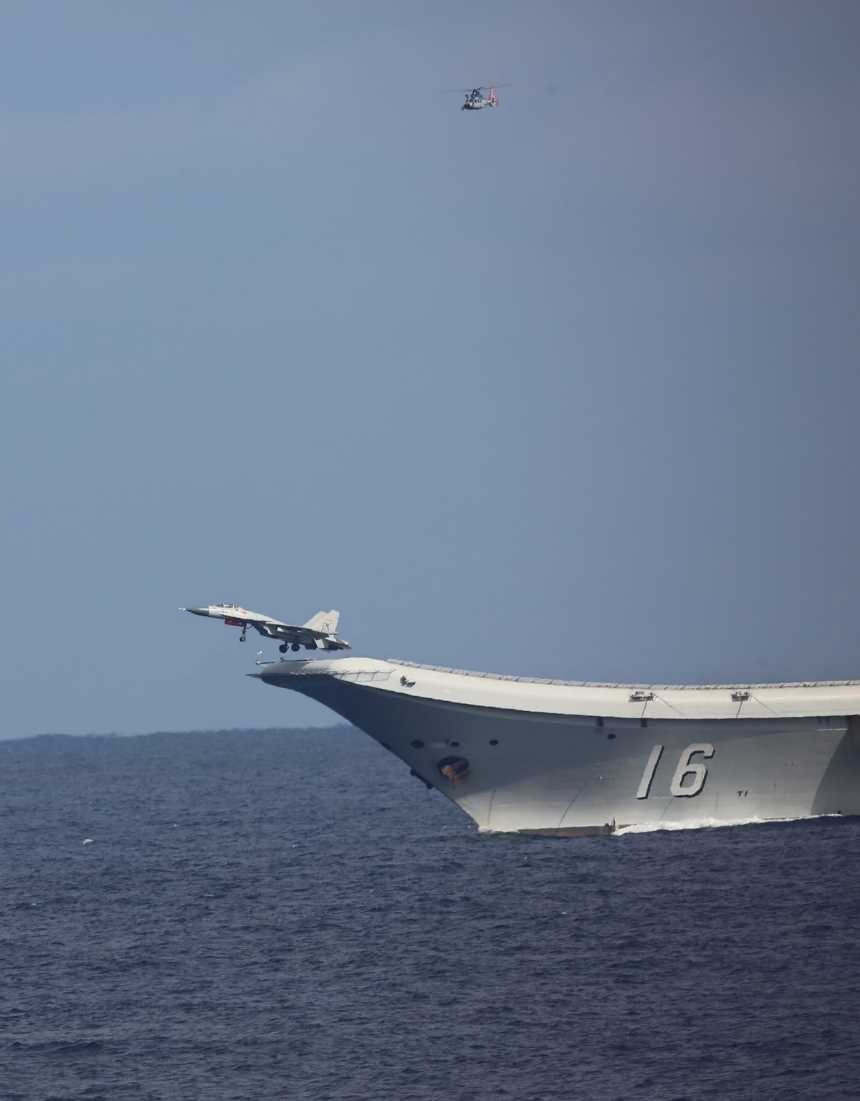
Một chiếc J-15 cất cánh từ tàu Liêu Ninh

Ngày 25 tháng 11 năm 2012, truyền thông Trung Quốc thông báo hai chiếc J-15 hạ cánh thành công trên tàu sân bay Liêu Ninh. Phi công đầu tiên hạ cánh xuống Liêu Ninh tên là Dai Mingmeng (戴明盟). Luo Yang, trưởng bộ phận sản xuất và thiết kế máy bay, qua đời cùng ngày. Tờ PLA Daily chỉ ra rằng năm phi công hải quân đầu tiên (bao gồm cả Dai) đã tiến hành cất cánh và hạ cánh trên máy bay chiến đấu J-15. Các quan chức của chương trình thử nghiệm và huấn luyện xác nhận máy bay cùng với thiết bị đặc biệt cho chuyến bay đã trải qua các cuộc kiểm tra nghiêm ngặt và có thể triển khai tác chiến trên tàu sân bay.
Tháng 12 năm 2013, truyền thông Trung Quốc đưa tin bắt đầu sản xuất hàng loạt J-15 ở trạng thái sẵn sàng hoạt động chiến đấu.
Tháng 1 năm 2017, tàu sân bay Liêu Ninh sau lần triển khai đầu tiên ở Tây Thái Bình Dương, đã quay trở lại Biển Đông và tiến hành một loạt cuộc diễn tập cất/hạ cánh với phi đội J-15.
Tháng 7 năm 2018, Trung tướng Zhang Honghe của PLAAF tuyên bố Trung Quốc đang phát triển một loại máy bay mới hoạt động trên tàu sân bay để thay thế J-15, do hai lần nó gặp sự cố và một loạt "hỏng hóc cơ học không thể sửa chữa". Một vấn đề với dòng máy bay này đó là nó có khối lượng nặng nhất trong số các loại máy bay tiêm kích hoạt động trên tàu sân bay hiện đang hoạt động ở bất cứ đâu, với trọng lượng không tải là 17.500 kg (38.600 lb) so với 14.600 kg của F/A-18E/F Super Hornet (mặc dù nó nhẹ hơn F-14 Tomcat với 19.800 kg). Các vấn đề về trọng lượng còn phức tạp hơn khi vận hành ngoài khơi trên tàu Liêu Ninh, vì phương pháp phóng và thu hồi STOBAR của nó càng hạn chế khả năng tải trọng.

## Sự cố
Tháng 4 năm 2016, một chiếc J-15 rơi xuống biển sau khi gặp sự cố hệ thống điều khiển chuyến bay. Phi công Cao Xianjian đã kích hoạt ghế phóng bay ra ngoài ngay trước khi va chạm, nhưng do nhảy dưới độ cao cần thiết để dù có thể hoạt động nên anh bị thương nặng.
Ngày 27 tháng 4 năm 2016, một chiếc J-15 bị rơi trong quá trình hạ cánh mô phỏng khi hệ thống điều khiển chuyến bay gặp trục trặc khiến máy bay nghiêng tới 80 độ. Phi công Zhang Chao kích hoạt ghế phóng bay ra ngoài nhưng dưới độ cao cần thiết để dù có thể hoạt động nên anh đã thiệt mạng vì thương tích nặng.
Tháng 7 năm 2017, một chiếc J-15 bị cháy động cơ bên trái vì nó nuốt một con chim ngay sau khi cất cánh. Phi công Yuan Wei với sự hỗ trợ hướng dẫn từ kiểm soát viên không lưu, đã thực hiện hạ cánh khẩn cấp và các nhân viên mặt đất dập tắt đám cháy.

## Biến thể
- J-15 (NATO định danh là Flanker-X2):[52][2] Phiên bản một chỗ ngồi.[20]
- J-15S: Biến thể hai chỗ ngồi, bay lần đầu năm 2012.[52][20]
- J-15T (Flanker-X2): Nguyên mẫu hoạt động CATOBAR, xuất hiện lần đầu tháng 9 năm 2016.[21][22]
- J-15D (Flanker-X2): Biến thể tác chiến điện tử (EW) hai chỗ ngồi với các cụm EW cùng các thiết bị điện tử khác được lắp đặt và loại bỏ cảm biến tìm kiếm và theo dõi bằng tia hồng ngoại IRST.[20] Bắt đầu thử nghiệm vận hành vào tháng 12 năm 2018.[21][53]
- J-15B: Biến thể J-15 cải tiến, kết hợp khả năng phóng CATOBAR của J-15T, được trang bị hệ thống điện tử hàng không thế hệ thứ năm hiện đại, radar mảng quét điện tử chủ động AESA, khung thân máy bay mới, lớp phủ tàng hình và khả năng tương thích để phóng tên lửa PL-10 và PL-15.[23][24]

## Quốc gia sử dụng
Trung Quốc
- Không quân Hải quân Trung Quốc - 50 chiếc đang hoạt động, 55 chiếc đã đặt hàng tính đến năm 2021.[54]
  - Tàu sân bay Liêu Ninh
  - Tàu sân bay Sơn Đông
  - Căn cứ Không quân Lăng Thủy[55]

## Thông số kỹ thuật
Dữ liệu lấy từ Military Factory : Shenyang J-15 (Flying Shark) - Development and Operational History, Performance Specifications and Picture Gallery
Đặc điểm tổng quát
- Tổ lái: 1 hoặc 2 người
- Chiều dài: 22,28 m (73 ft 1 in)
- Sải cánh: 15 m (49 ft 3 in)
- Chiều cao: 5,92 m (19 ft 5 in)
- Diện tích cánh: 67,84 m² (720,20 ft2)
- Trọng lượng rỗng: 17.500 kg (38.581 lb)
- Trọng lượng có tải: 27.000 kg (59.525 lb)
- Trọng lượng cất cánh tối đa: 32.500 kg (71.650 lb)
- Động cơ: 2 × WS-10B[26] kiểu động cơ tuốc bin phản lực cánh quạt đốt sau
  - Lực đẩy thô: 89,17 kN (20.050 lbf) mỗi chiếc
  - Lực đẩy khi đốt tăng lực: 135 kN–144 kN (30.000 lbf–32.000 lbf) mỗi chiếc
- Sải cánh khi gấp lại: 7,4 m (24 ft 3 in)

 Hiệu suất bay 
- Vận tốc cực đại: Mach 2,4 (2.862 km/h)
- Tầm bay: 3.500 km (2.200 dặm; 1.900 hải lý)
- Trần bay: 20.000 m (66.000 ft)
- Vận tốc leo cao: 325 m/s (64.000 ft/phút)

Trang bị vũ khí

- 1 × pháo GSh-30-1 30 mm (150 viên đạn)
- 12 giá treo vũ khí bên ngoài với tải trọng 6.500kg,[58] gồm:
  - Tên lửa không đối không tầm xa PL-15 (biến thể J-15B)
  - Tên lửa không đối không tầm trung PL-12[59]
  - Tên lửa không đối không tầm ngắn PL-8[59] và PL-10
  - Tên lửa chống hạm YJ-83K[59]
  - Tên lửa không đối đất KD-88[58]
  - Tên lửa dò bức xạ YJ-91[59]
  - Nhiều loại bom và rocket
  - Hộp tiếp nhiên liệu UPAZ-1A

Hệ thống điện tử

- Radar Type 1493[59]
  - Biến thể J-15D và J-15B có radar mảng quét điện tử chủ động (AESA)[60]
- Bus dữ liệu hai chiều MIL-STD-1553B
- Buồng lái kính
- Màn hình LCD